# Luisa Žofie z Danneskiold-Samsøe
Luisa Žofie z Danneskiold-Samsøe (22. září 1796 – 11. března 1867) byla členkou dánské šlechtické rodiny pocházející od nelegitimního potomka krále Kristiána V. Provdala se za Kristiána Augusta II. Šlesvicko-Holštýnsko-Sonderbursko-Augustenburského a stala se babičkou Augusty Viktorie, manželky posledního německého císaře Viléma II.

## Původ
Luisa Žofie se narodila 22. září 1796 jako dcera Kristiána Konráda z Danneskiold-Samsøe a jeho manželky Johany Henrietty Valentine Kaasové, dcery dánského admirála Fridricha Krisiána Kaase, potomka válečného hrdiny Jørgena Kaase. Dynastie Danneskiold-Samsøe je nedynastická větev rodu Oldenburků, Kristián Gyldenløve, hrabě ze Samsø, byl totiž nemanželským synem Kristiána V. Dánského a jeho milenky Žofie Amálie Mothové.

## Manželství a potomci
Luisa Žofie se 18. září 1820 v kostele Braaby v Gisselfeldu provdala za Kristiána Augusta II. Šlesvicko-Holštýnsko-Sonderbursko-Augustenburského. Měli spolu sedm dětí:
- 1. Alexandr Fridrich Vilém Kristián Karel Augustus (20. 7. 1821 Augustenborg – 3. 5 1823 tamtéž)
- 2. Luisa Augusta (28. 8. 1823 Augustenborg – 30. 5.1872 Pau), svobodná a bezdětná
- 3. Karolína Amálie (15. 1. 1826 Augustenborg – 3. 5. 1901 Káhira), svobodná a bezdětná
- 4. Vilemína (24. 3. 1828 Augustenborg – 4. 7. 1829 tamtéž)
- 5. Fridrich (6. 7. 1829 Augustenborg – 14. 1. 1880 Wiesbaden), vévoda šlesvicko-holštýnský
  - ⚭ 1856 princezna Adléta z Hohenlohe-Langenburgu (20. 7. 1835 – 25. 1. 1900 Drážďany), neteř královny Viktorie
- 6. Kristián (22. 1. 1831 Augustenborg – 28. 10. 1917 Londýn)
  - ⚭ 1866 princezna Helena Britská (25. 5. 1846 Londýn – 9. 6. 1923 tamtéž)
- 7. Karolína Kristýna Augusta Emílie Henrietta Alžběta (2. 8. 1833 Augustenborg – 18. 10. 1917 Kiel)
  - ⚭ 1872 Friedrich von Esmarch (9. 1. 1823 Tönning – 23. 2. 1908 Kiel), vojenský chirurg, autor příručky „První pomoc v případě náhlých nehod“ („Die erste Hilfe bei plőtzlichen Unglücksfällen“), kde se poprvé objevuje termín první pomoc

## Úmrtí
Luisa Žofie zemřela 11. března 1867 v Prusku a byla pohřbena v luteránském kostele Primkenau.

## Potomci
Mezi její potomky patří: německá císařovna Augusta Viktorie, řecká královna Frederika, král Konstantin II. Řecký, španělská královna Sofie, král Filip VI. Španělský a švédský král Karel XVI. Gustav.

## Tituly a oslovení
- 22. září 1796 – 18. září 1820: hraběnka Luisa Žofie z Danneskiold-Samsøe
- 18. září 1820 – 11. března 1867: Její Jasnost šlesvicko-holštýnsko-sonderbursko-augustenburská vévodkyně